# South Bay
South Bay, zaljev na južnoj obali otoka Manitoulin u jezeru Huron, u kanadskoj provinciji Ontario. Razvijen je turizam. Pješčane plaže, windsurfing i ribolov. Izgrađerna su pristaništa za manja plovila. Na ulazu u zaljev manji je gradić South Baymouth, koji je 1880.-tih bio značajno ribarsko naselje, a od 1932. feribotom je povezan s Tobermoryjem na poluotoku Bruce.